# هاري مانينغ
هاري مانينغ (بالإنجليزية: Harry Manning)‏ هو طيار أمريكي، ولد في 3 فبراير 1897 في نيويورك في الولايات المتحدة، وتوفي في 1 أغسطس 1974 في نهر سادل، نيو جيرسي في الولايات المتحدة.